# Stazione di Vigne
La stazione di Vigne, in origine identificata come stazione di Nugheddu, è stata una fermata ferroviaria posta lungo la ex linea ferroviaria a scartamento ridotto Tirso-Chilivani in località Vigne, a servizio del comune di Ozieri.

## Storia
La fermata nacque a fine Ottocento nel periodo in cui la Società italiana per le Strade Ferrate Secondarie della Sardegna portava avanti la fase di realizzazione della linea tra Tirso e Chilivani. L'impianto venne attivato il 1º aprile 1893 insieme al tronco che, tra Tirso e il centro di Ozieri, completava la ferrovia. La fermata fu denominata inizialmente "Nugheddu", dal nome del vicino centro di Nughedu San Nicolò, ma già nell'autunno successivo risultava operativa con il nome di Vigne, mutuato dalla omonima località ozierese.
L'impianto in varie fasi della sua attività fu impiegato come fermata facoltativa per le relazioni passeggeri, e dal punto di vista gestionale passò nel 1921 alla Ferrovie Complementari della Sardegna. Sotto l'amministrazione di questa concessionaria rimase attivo sino al 31 dicembre 1969, data in cui fu resa effettiva la cessazione del servizio ferroviario sulla Tirso-Chilivani, le cui relazioni furono sostituite con autocorse. Disarmato e abbandonato poco tempo dopo, lo scalo fu successivamente alienato a privati che ristrutturarono il fabbricato viaggiatori realizzandovi una struttura ricettiva.

## Strutture e impianti
L'impianto, posto a ridosso della SS 128 Bis a circa due chilometri a est di Ozieri, era configurato come fermata passante ed era dotato di due binari a scartamento da 950 mm. Dal binario di corsa aveva origine un tronchino destinato principalmente al servizio merci, per cui l'impianto era dotato di un apposito piano caricatore.
Nella fermata era presente un unico edificio, il fabbricato viaggiatori: realizzato con caratteristiche di casa cantoniera doppia, negli anni di attività ferroviaria era una costruzione su due piani a pianta rettangolare, avente tetto a falde in laterizi e dotata di quattro luci per piano sul lato binari, di cui una sola di esse conduceva all'interno dei locali.

## Movimento
La fermata fu servita dalle relazioni merci e viaggiatori espletate dalle SFSS e in seguito dalle FCS.

## Interscambi
Con lo scalo ancora in attività era operativa a pochi metri di distanza sulla SS 128 Bis una fermata delle FCS per i servizi automobilistici della società, ancora oggi utilizzata dall'ARST per le sue autolinee.